# بردگوری تپا علیا ۱–۳
بردگوری تپا علیا ۱–۳ مربوط به دوره اشکانیان - دوره ساسانیان است و در شهرستان کوهرنگ، بخش بازفت، دهستان بازفت، دره تپا نرسیده بروستای تپا علیا واقع شده و این اثر در تاریخ ۱۲ شهریور ۱۳۸۶ با شمارهٔ ثبت ۱۹۵۰۳ به‌عنوان یکی از آثار ملی ایران به ثبت رسیده است.